# 尼克森 (內布拉斯加州)
尼克森（英語：Nickerson）是位於美國內布拉斯加州道奇縣的村。

## 人口
根據2020年美國人口普查的數據，尼克森的面積為0.99平方千米，當中陸地面積為0.98平方千米，而水域面積為0.01平方千米。當地共有人口312人，而人口密度為每平方千米315人。